# Браунсбург (Індіана)
Браунсбург (англ. Brownsburg) — місто (англ. town) в США, в окрузі Гендрікс штату Індіана. Населення — 28 973 особи (2020).

## Географія
Браунсбург розташований за координатами 39°50′23″ пн. ш. 86°23′34″ зх. д. / 39.83972° пн. ш. 86.39278° зх. д. (39.839593, -86.392797).  За даними Бюро перепису населення США в 2010 році місто мало площу 28,88 км², з яких 28,69 км² — суходіл та 0,20 км² — водойми. В 2017 році площа становила 40,91 км², з яких 40,69 км² — суходіл та 0,22 км² — водойми.

## Демографія
Згідно з переписом 2010 року, у місті мешкало 21 285 осіб у 7948 домогосподарствах у складі 5816 родин. Густота населення становила 737 осіб/км².  Було 8376 помешкань (290/км²).
Расовий склад населення:
| - 93,4 % — білих - 2,2 % — чорних або афроамериканців - 1,6 % — азіатів - 0,1 % — вихідців з тихоокеанських островів - 0,1 % — корінних американців - 1,2 % — осіб інших рас |

До двох чи більше рас належало 1,4 %. Частка іспаномовних становила 3,0 % від усіх жителів.
За віковим діапазоном населення розподілялося таким чином: 28,4 % — особи молодші 18 років, 59,6 % — особи у віці 18—64 років, 12,0 % — особи у віці 65 років та старші. Медіана віку мешканця становила 36,0 року. На 100 осіб жіночої статі у місті припадало 92,2 чоловіків;  на 100 жінок у віці від 18 років та старших — 87,5 чоловіків також старших 18 років.
Середній дохід на одне домашнє господарство  становив 80 080 доларів США (медіана — 65 651), а середній дохід на одну сім'ю — 90 541 долар (медіана — 81 599). Медіана доходів становила 54 905 доларів для чоловіків та 38 595 доларів для жінок. За межею бідності перебувало 3,9 % осіб, у тому числі 3,0 % дітей у віці до 18 років та 7,5 % осіб у віці 65 років та старших.
Цивільне працевлаштоване населення становило 12 445 осіб. Основні галузі зайнятості: освіта, охорона здоров'я та соціальна допомога — 26,5 %, роздрібна торгівля — 13,1 %, виробництво — 11,8 %, науковці, спеціалісти, менеджери — 11,2 %.